# Tom Graves

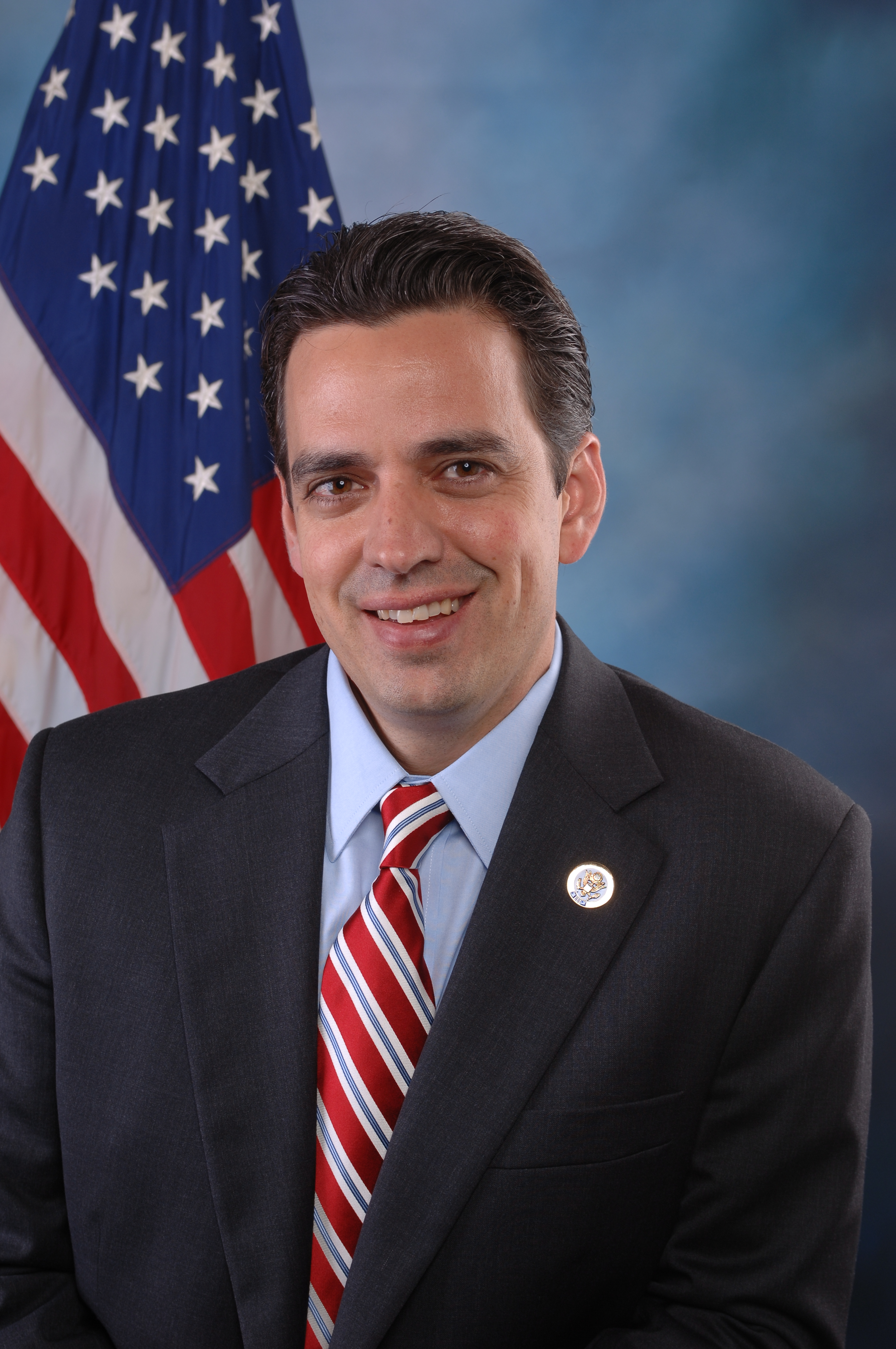
Tom Graves (2010)

John Thomas „Tom“ Graves Jr. (* 3. Februar 1970 in Saint Petersburg, Florida) ist ein US-amerikanischer Politiker. Von Juni 2010 bis Oktober 2020 vertrat er den Bundesstaat Georgia im US-Repräsentantenhaus.

## Werdegang
Tom Graves besuchte die Cass High School in Cartersville (Georgia). Danach studierte er an der University of Georgia in Athens. Nach seiner Studienzeit war Graves privater Geschäftsmann.
Politisch wurde er Mitglied der Republikanischen Partei. Zwischen 2002 und 2010 saß er als Abgeordneter im Repräsentantenhaus von Georgia. Nach dem Rücktritt des Kongressabgeordneten Nathan Deal, der seine Kandidatur als Gouverneur von Georgia vorbereitete, wurde Graves bei der fälligen Nachwahl für den neunten Sitz seines Staates als dessen Nachfolger in das US-Repräsentantenhaus in Washington, D.C. gewählt. Bei den regulären Kongresswahlen des Jahres 2010 wurde er ohne Gegenkandidat bestätigt. Damit konnte er seit dem 3. Januar 2011 eine neue Amtsperiode im Kongress absolvieren. Im Jahr 2012 wurde er im vierzehnten Wahlbezirk seines Staates erneut in den Kongress gewählt. Graves war Mitglied im Ausschuss für Innere Sicherheit und im Ausschuss für Verkehr und Infrastruktur sowie in einigen Unterausschüssen. Später saß er im Bewilligungsausschuss (United States House Committee on Appropriations) und in einigen von dessen Unterausschüssen. Im Jahr 2014 wurde er wiedergewählt. Da er im Jahr 2018 erneut in seinem Amt bestätigt wurde, gehört er auch dem 116. Kongress der Vereinigten Staaten an. Er trat nicht zur Wahl des 117. Kongress der Vereinigten Staaten an.
Am 4. Oktober 2020 trat Graves von seinem Mandat als Kongressabgeordneter zurück. Sein Amt blieb daraufhin vakant, am 3. Januar 2021 wurde es von Marjorie Taylor Greene übernommen.
Tom Graves ist verheiratet und hat drei Kinder. Die Familie lebt privat in Ranger. Er ist Mitglied der Belmont Baptist Church in Calhoun, Georgia.